# Archyp Tesłenko

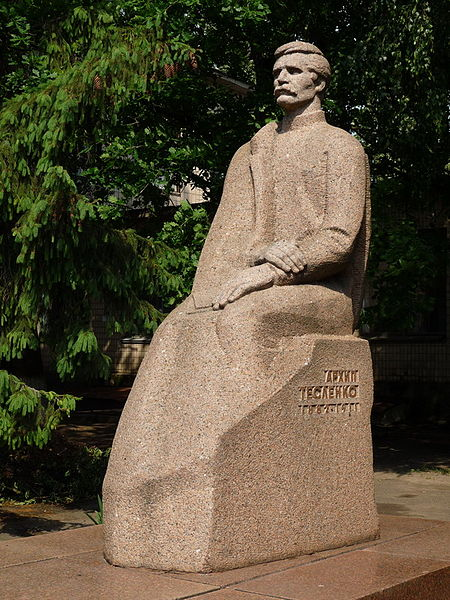
Pomnik Archypa Tesłenki w Łochwicy. Skulptorka Inna Kołomijeć

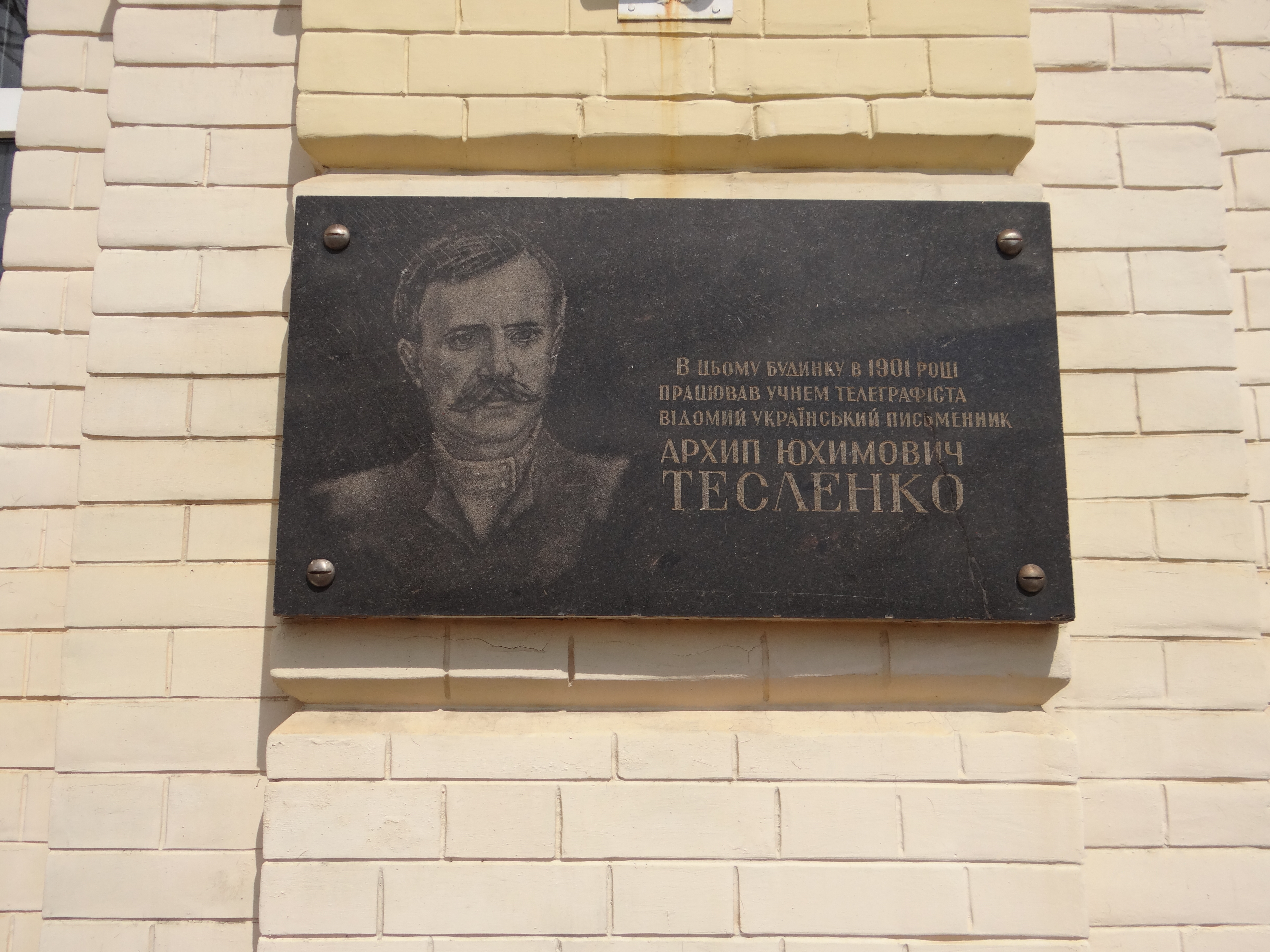
Tablica pamiątkowa na budynku stacji kolejowej w Dołyńskiej

Archyp Juchymowycz Tesłenko, ukr. Архип Юхимович Тесленко (ur. 2 marca 1882 w Charkowcach, zm. 28 czerwca 1911 w Łukach) – ukraiński pisarz.

## Życiorys
Archyp Tesłenko urodził się we wsi Charkowce na Połtawszczyźnie, w bardzo biednej rodzinie chłopskiej Juchyma i Jawdochy (z domu Stroj). Ojciec nie miał lewej ręki i dorywczo przepisywał papiery w ratuszu. Z jego dziesięciu dzieci tylko dwoje pozostały przy życiu: Archyp i Jarema. 
Po ukończeniu szkoły parafialnej w Charkowcach Archyp od 1894 roku kształcił się w miejscowej szkole cerkiewno-nauczycielskiej. W 1898 został wyłączony z powodu «wolnomyślności» i «bezbożności». Dalej pracował jako parobek na gospodarce bogatych chłopów.
Od początku 1899 Tesłenko zatrudniał się jako pisarczyk w zarządzie włośсianym w Łochwicy, a od 12 sierpnia tego samego roku jako pomocnik notariusza powiatowego Kysłowskiego. Na tym stanowisku zmuszany był do pracy w domu notariusza. Ciężka praca, nieznośne warunki życia odbiły się niekorzystnie na jego zdrowiu. Przez te lata dużo pracował nad samokształceniem w miejskiej bibliotece publicznej, a później w nowo powstałej bibliotece Domu Ludowego.
W sierpniu 1901 roku Tesłenko wstąpił na kursy telegrafistów na stacji w Dołynśkiej, ale po czterech miesiącach, zgodnie z decyzją lekarza o rzekomo słabym wzroku, musiał zrezygnować z nauki. Powrócił do Charkowców, gdzie pomagał rodzicom i przygotowywał się do egzaminu nauczycielskiego.
W 1905 roku Archyp Tesłenko został członkiem rewolucyjnej organizacji «Spółka Chłopska» («Селянська спілка»). Razem z robotnikiem Pymonem Burdą prowadził działalność agitacyjną, za co został na krótko aresztowany.
W grudniu tego samego roku w Łochwicy odbyły się demonstracje polityczne, w których on uczestniczył. Rozpoczęły się aresztowania. Tesłenko opuścił wieś i udał się do Kijowa, gdzie był zmuszony szukać dorywczych dochodów i mieszkania. Stałym schronieniem dla niego stała się redakcja gazety «Myśl Społeczna» («Громадська думка»). Tam Tesłenko mógł pracować, czytać i uczyć się.
Tesłenko wrócił do rodzinnej wsi w drugiej połowie sierpnia 1906 roku, a 24 października został aresztowany po raz drugi – za udział w zamieszkach chłopskich. Według sfabrykowanego wyroku publicznego miał on trafić na dwa lata zesłania w Wołogdzie, ale nie zostało jeszcze zakończone śledztwo w sprawie jego udziału w grudniowych demonstracjach w Łochwicy poprzedniego roku. Tesłenkę przeniesiono z łochwickiego więzienia do hadiackiego, a następnie do myrhorodskiego. Ostatecznie na polecenie ministra spraw wewnętrznych przysądzono było mu zesłanie we wsi Biserowo w powiecie głazowskim, co w guberni wiatskiej. Chory pisarz był etapowany przez więzienie Butyrki w Moskwie i Korowniki w Jarosławiu. Nie zdążył jednak przybyć na miejsce zesłania, gdyż w październiku 1908 roku musiał powrócić do Łubniów, gdzie ponownie rozpatrzono sprawę wydarzeń w Łochwicy. Tesłenko został uniewinniony w sądzie, jednak ponownie wysłano go na północ, by odbyć karę do końca. W tym czasie on chorował na tyfus i zapalenie opłucnej. Na początku 1909 został zwolniony i przyjechał do rodzinnej wsi. W końcu tego roku Tesłenko został skazany przez sąd na dwa tygodnie więzienia. Kara była odroczona ze względu na ciężką chorobę matki, która zatem zmarła po Nowym roku. W drugiej połowie stycznia Tesłenko odbył karę w łochwickim więzieniu. Z listów wyczerpanego gruźlicą Tesłenki do Mykoły Hrinczenki wyłania się przygnębiający obraz nędzy, fizycznego i moralnego cierpienia w ostatnich miesiącach jego życia.
28 czerwca 1911 roku Archyp Tesłenko zmarł na gruźlicę w szpitalu wsi Łuki. Pochowany został na cmentarzu w Charkowcach.

## Twórczość
Jeszcze jako chłopak Archyp Tesłenko pod wpływem matczynych piosenek i baśni komponował wiersze o swoich kolegach z klasy. Próbował pisać wiersze w języku rosyjskim podczas nauczania się w szkole cerkiewno-nauczycielskiej. W Łochwicy powstały utwory «С праздником!» («Ze świętem!») i «С душой, полной смиренья» («Z duszą pokory pełną»). Pod wpływem «Wieczorów na chutorze w pobliżu Dykańki» Gogola Tesłenko napisał esej etnograficzny «Noc Kupały w Charkowcach» i refleksję liryczno-publicystyczne «Na wieczornicach» (1902). Tesłenko lubił teatr. W 1902 on napisał dramat «Mroczna noc», a wiosną 1903 – dramat «Nie warto żyć». W tym samym roku zorganizował teatr amatorski w swojej rodzinnej wsi. Od początku 1904 roku do wiosny 1905 on napisał swoje pierwsze opowiadania «Chutorzaneczka», «Za paszportem», «Marusia», «Matka», «Dziad Omelko», które nie przyjęli w czasopiśmie «Starowina Kijowska» («Кіевская старина»), natomiast opublikowali w gazetach «Nowa wspólnota» («Нова громада») i «Rada» («Рада») w 1906 roku.
W tych i następnych utworach pisarz przenikliwie opisywał życie biednych bezprawnych chłopów ukraińskich w Imperium Rosyjskim, tragedię rozwarstwienia klasowego, gnębienia nacjonalnego i próżnego starania chłopów o ziemię, wolność, demokrację i edukację. Niektóre opowiadania są autobiograficzne: «Za paszportem», «Marusia», «Matka», «Dziad Omelko», «Nie ma mamusi», «Jazda do jamy!», «Co by ze mnie było» i «Uczeń». Bohater tego opowiadania, zdolny Mykołka, zmuszony jest porzucić naukę i wodzić ślepego żebraka. Prawie dokumentalnymi są opowiadania więzienne «Na obczyźnie», «We więzieniu» i «W szponach człowieka», napisane na podstawie własnych doświadczeń. Tesłenko krytycznie patrzył na duchowieństwo prawosławne. W opowiadaniach «Miłość do bliźniego» i «U schimnika» on satyrycznie sportretował popów, którym są cudze interesy prostego ludu ukraińskiego. W opowiadaniu «Uciechy» pisarz zdemaskował Dumę Państwową, w komedii «Patrioci» i w napisanym po rosyjsku opowiadaniu «Istny rosyjski człowiek» ujawnił on obrzydliwe oblicze Czarnej Sotni.
Dziełem, które najpełniej odzwierciedla obserwacje życiowe, oceny i poglądy pisarza, jest powieść «Zmarnowane życie», oparta na faktach. Proobrazem bohaterki tego utworu była jego kuzynka Zinaida Stroj, którą spotkał taki samy los jesienią 1908 roku. Na tle życia ubogiej chłopskiej rodziny autor ukazuje losy nauczycielki Ołeny Panasenki, pragnącej nieść ludziom dobro i światło. Świat hipokryzji nie przyjął prawdomównej i uczciwej dziewczyny. Ona straciła pracę i w warunkach okrutnej rzeczywistości popełniła samobójstwo. Tym dziełem Tesłenko potępił społeczeństwo, w którym rządzą ciemiężyciele i hipokryci, a giną uczciwi i prawdomówni ludzie.
Ważne miejsce w dorobku T. zajmują publikowane w gazetach kijowskich «Rada» i «Wieś» («Село») artykuły, skierowane przeciwko władzom carskim: «Chuligani kijowscy», «Demokraci», «Na wsi», «Rozbój», «Więzienie», «Strażnicy porządku».
Tesłenkę uważali za wybitnego przedstawiciela realizmu krytycznego w literaturze ukraińskiej. Krytyki oceniali żywy język narracji, nawiązujący do tradycji klasyków ukraińskich i mieszczący elementy impresjonizmu. Marko Kropywnycki zachęcił Tesłenkę do pisania dramatów. Borys Hrinczenko bardzo przychylnie postawił się do twórczości młodego autora i dopomógł mu wejść w literaturę. Serhij Jefremow stwierdził, że Tesłenko jest zjawiskiem wyjątkowym w literaturze, i to nie tylko w literaturze ukraińskiej. I zwrócił uwagę na talent pisarza do zaglądania w głąb życia i przedstawiania go w obrazach o wielkiej mocy.
Utwory Tesłenki zostały przetłumaczone na angielski, białoruski, esperanto, francuski, gruziński, mołdawski, ormiański, niemiecki, polski, rosyjski, węgierski języki. 

## Wybrane utwory

### Opowiadania
1906
- «Хуторяночка» – Chutorzaneczka
- «За пашпортом» – Za paszportem
- «Маруся» – Marusia
- «Мати» – Matka
- «Дід Омелько» – Dziad Omelko
- «Школяр» – Uczeń
- «Син» – Syn
- «У схимника» – U schimnika
- «Наука» – Nauka
- «Радощі» – Uciechy

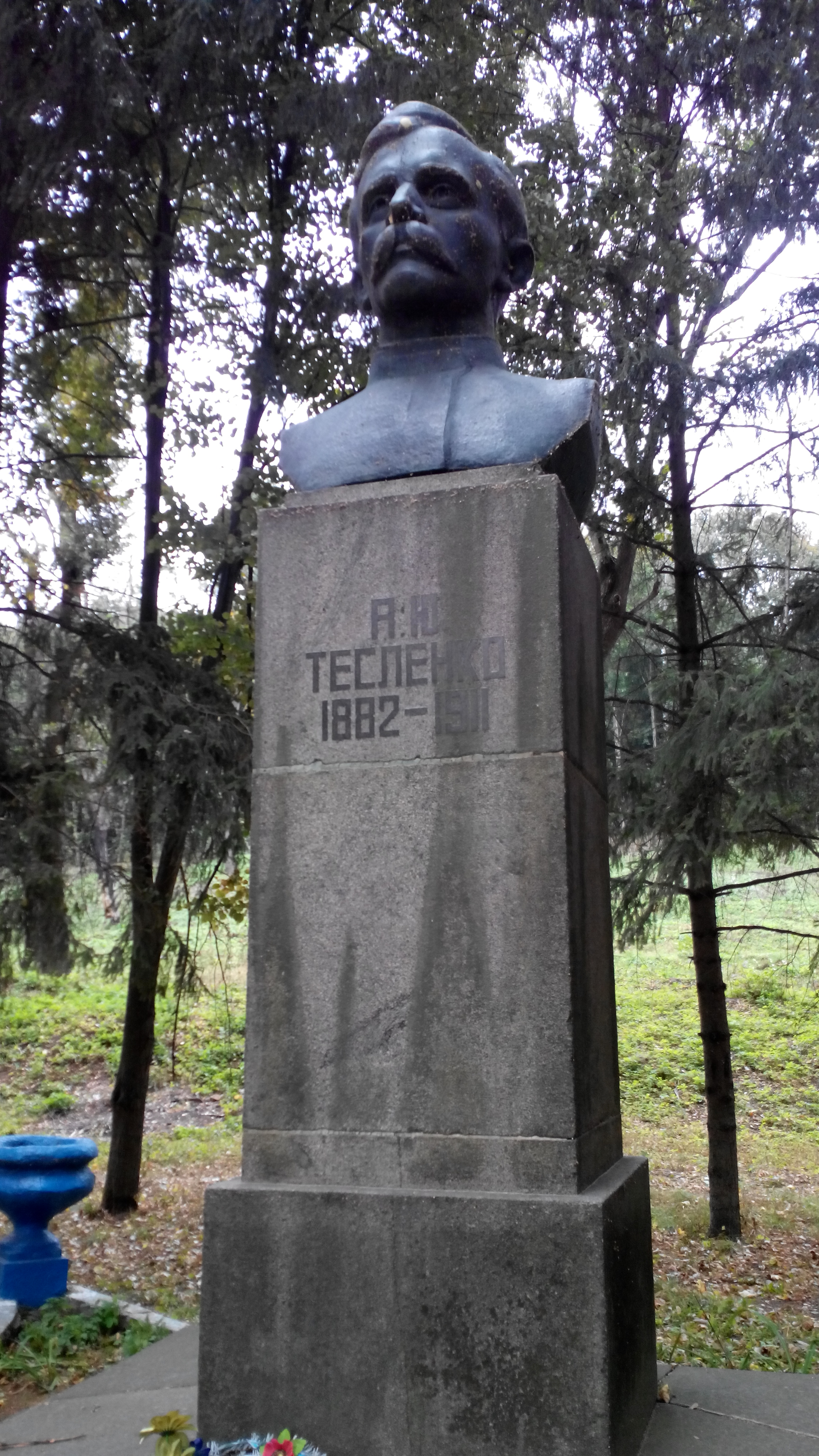
Pomnik Archypa Tesłenki w Charkowcach

- «Истинно русский человек» – Istny rosyjski człowiek

1910
- «Поганяй до ями!» – Jazda do jamy!
- «Немає матусі» – Nie ma mamusi
- «Прощай, життя!» – Żegnaj, życie!
- «В тюрмі» – We więzieniu
- «На чужині» – Na obczyźnie
- «В пазурях у людини» – W szponach człowieka
- «Що робить?» – Co robić?
- «Любов до ближнього» – Miłość do bliźniego

1911
«Що б з мене було?» – Co by ze mnie było?
Nie datowane
- «На селі» – Na wsi
- «Тяжко» – Ciężko
- «Свій брат» – Swój brat
- «Да здравствует небытие!» – Niech żyje nieistnienie!
- «Як же так?» – Jak to?

### Powieść
- «Страчене життя» (1910) – Zmarnowane życie

### Utwory dramatyczne
- «Горобина ніч» (1902) – Mroczna noc
- «Не стоїть жить» (1903) – Nie warto żyć (dramat)
- «Патріоти» (1906) – Patrioci (komedia)

## Upamiętnienie
- 1939 – w Charkowcach odsłonięto pomnik Archypa Tesłenki.
- 1964 - na budynku w Kijowie, w którym w latach 1905–1909 mieszkał pisarz, wzniesiono tablicę pamiątkową.
- 1970 – w Charkowcach powstało muzeum pamięci pisarza.
- 1974 – w Łochwicy odsłonięto pomnik Archypa Tesłenki.
- 1982 – według postanowienia UNESCO obchodzono setną rocznicę urodzin pisarza.
- Tablica pamiątkowa na budynku stacji kolejowej w Dołyńskiej.
- Stała ekspozycja w Łochwickim muzeum krajoznawczym. Tablica pamiątkowa na budynku tego muzeum.
- Imieniem Archypa Tesłenki nazwane są ulice u wielu miastach Ukrainy.
- O Archypie Tesłence napisali książki Semen Sumnyj (powieść «Молодість Тесленка» / «Młodość Tesłenki» – Кijów, 1949) oraz Stepan Prociuk (roman «Чорне яблуко» / «Czarne jabłko» – Кijów, 2013).

## Źródła
- Єфремов C. О. Передмова до Повного зібрання творів Архипа Тесленка серії «Бібліотека українських класиків. – Київ - Харків: Державне видавництво України, 1929. С. 16.
- Лазанська Т. І. Тесленко Архип Юхимович // ЕНЦИКЛОПЕДІЯ ІСТОРІЇ УКРАЇНИ.
- Лазанська Т. І. Передмова до книжки «Архип Тесленко» – 21 тому серії «Бібліотека української літератури. Дожовтнева література. – Київ - Харків: Державне видавництво України, 1929.
- Євшан М. А. Тесленко // ЛНВ. — Ч. 4. — Львів, 1912.
- Півторадні В. Архип Тесленко. — К., 1991 1 1956.
- Сарана Ф. Бібліографія творів і літератури про А. Тесленка // Архип Тесленко. Твори. — К., 1956.
- Смілянська В. Архип Тесленко. — К., 1971.
- Степан Процюк про Василя Стефаника, Карла-Густава Юнга, Володимира Винниченка, Архипа Тесленка, Ніку Турбіну / Stepan Prociuk. — Київ: Грані-Т, 2008. — 96 с. — (Серія «Життя видатних дітей»). — ISBN 978-966-465-155-1.